# Elaphria unisignata
Elaphria unisignata là một loài bướm đêm trong họ Noctuidae.